# Flora (metrostation)
Flora is een metrostation in Praag aan lijn A. Het is gelegen onder het moderne winkelcentrum Palác Flora ("Florapaleis"). Het in 1980 geopende station is gelegen in de wijk Vinohrady, ten oosten van de Nieuwe Stad.
De bouw van het station, dat 26 meter onder de grond ligt, heeft 254 miljoen CZK gekost.
Nemocnice Motol · Petřiny · Nádraží Veleslavín · Bořislavka · Dejvická · Hradčanská · Malostranská · Staroměstská · Můstek · Muzeum · Náměstí Míru · Jiřího z Poděbrad · Flora · Želivského · Strašnická · Skalka · Depo Hostivař